# نيبويشا سيميتش
نيبويشا سيميتش مواليد 16 يناير 1993 في بار، الجبل الأسود، هو لاعب كرة يد مونتينيغري يلعب كحارس مرمى. يلعب حاليا مع آي إف كي كريستيانستاد ويحمل الرقم 16. مثل منتخب الجبل الأسود لكرة اليد.

## المسيرة الاحترافية
لعب مع إتش 43 لوند في الدوري السويدي في موسم 2012-2013، ثم لعب مع آي إف كي كريستيانستاد من سنة 2015 إلى 2017، ثم لعب مع نادي ملزونغن لكرة اليد في الدوري الألماني في سنة 2017.

## سجل المنافسة
شارك في البطولات التالية:
- بطولة أوروبا لكرة اليد للرجال 2014

## روابط خارجية
- نيبويشا سيميتش على موقع الاتحاد الأوروبي لكرة اليد (الإنجليزية)